# التجربة النووية الكورية الشمالية لعام 2009
نفذت جمهورية كوريا الشعبية الديمقراطية تجربة نووية تحت الأرض على سلاح نووي يوم الإثنين 25 مايو 2009. فكانت التجربة النووية الثانية لها، بعد تنفيذها الأولى في أكتوبر 2006. أجرت بيونغ يانغ عدة تجارب صاروخية بعد التجربة النووية. قدّرت إحدى المقالات العلمية لاحقًا الطاقة الناتجة بنحو 2.35 كيلوطن.
شجب المجتمع الدولي بمعظمه هذا الاختبار. وأصدر مجلس الأمن التابع للأمم المتحدة القرار رقم 1874 لإدانة التجربة وتشديد العقوبات على البلاد.
شاع الاعتقاد بأن الاختبار أُجري نتيجة لأزمة تداول السلطة في البلاد بعد إصابة كيم جونغ إيل بسكتة دماغية في صيف عام 2008، فاتُخذت الإجراءات لتولي ابنه الثاني، كيم جونغ أون، السلطة بعد وفاته. يُعتقد أن الكوريين الشماليين أجروا التجربة النووية لإظهار أنه، حتى في وقت الضعف الوارد، لم يكن لديهم النية للتخلي عن برنامج تسلحهم النووي.

## معلومات أساسية
هددت كوريا الشمالية (رسميًا جمهورية كوريا الشعبية الديمقراطية، أو كوريا الديمقراطية) بإجراء تجربة نووية ثانية احتجاجًا على اعتماد مجلس الأمن التابع للأمم المتحدة بيانًا رئاسيًا يدين البلاد بعد إطلاقها صاروخًا، زعمت أنه يحمل القمر الصناعي كوانميونسون-2 في 5 أبريل 2009. نددت عدة دول عملية الإطلاق، ووصفتها بتجربة اختبار صاروخ باليستي عابر للقارات.
وجاءت التجربة أيضًا بعد رسائل أخيرة تفيد بأن كوريا الشمالية تملك رؤوسًا حربية نووية مصغرة للصواريخ متوسطة المدى وأن المحللين رأوا البلاد قوةً نوويةً قائمة بذاتها.
في يونيو 2009، بعد الإعلان عن أن كيم جونغ أون سيكون الخليفة المقبل لزعيم كوريا الشمالية كيم جونغ إيل، تكهن محللو الحكومة الأمريكية بأن الغرض من التجربة النووية هو فرض كوريا الشمالية نفسها قوةً نوويةً خلال حياة كيم جونغ إيل.

## تصريحات كوريا الشمالية
أخطرت بيونغ يانغ كلًّا من العاصمة واشنطن وبكين بالاختبار قبل نحو ساعة من التفجير الفعلي دون ذكر وقت محدد، ووقع التفجير في نحو الساعة 10:00 بتوقيت كوريا من يوم الإثنين؛ اتصلت وزارة الخارجية الأمريكية على الفور بأعضاء المحادثات السداسية الآخرين.

أصدرت وكالة الأنباء المركزية الكورية الحكومية بيانًا جاء فيه جزئيًا:
أجرت جمهورية كوريا الديمقراطية الشعبية بنجاح تجربة نووية أخرى تحت الأرض في 25 مايو كجزء من إجراءات تعزيز رادعها النووي للدفاع عن النفس بكل السبل الممكنة على النحو الذي طلبه علماؤها وأخصاؤها التقنيون. أُجريت التجربة النووية الحالية بأمان على مستوى جديد أوسع نطاقًا من ناحية القوة التفجيرية وتكنولوجيا التحكم وساعدت نتائج الاختبار على إيجاد تسوية مُرضية للمشكلات العلمية والتكنولوجية الناجمة عن زيادة قوة الأسلحة النووية والتطور المطرد للتكنولوجيا النووية.
فُسر ذلك على أنه إشارة إلى النزاعات حول ناتج الطاقة المحررة المنخفض في تجربة عام 2006.

## النشاط الزلزالي
أبلغت كوريا الجنوبية واليابان عن نشاط زلزالي في الساعة 09:50 بتوقيت كوريا (00:50 بالتوقيت العالمي). أفادت هيئة المسح الجيولوجي الأمريكية بحدوث زلزال سطحي بقوة 4.7 درجة وحددت مركز الزلزال على بعد نحو 70 كيلومترًا (43 ميلًا) شمال غرب كيمتشايك و375 كيلومترًا (233 ميلًا) شمال شرق بيونغ يانغ، ضمن نطاق عدة كيلومترات من موقع التجارب النووية في البلاد عام 2006. قاست وكالة الأرصاد الجوية اليابانية النشاط الزلزالي بقوة 5.3 درجة. أبلغ المعهد الكوري لعلوم الأرض والموارد المعدنية عن نشاط زلزالي في نفس المنطقة ولكن أقوى بكثير مما كان عليه في عام 2006.
وأكدت وزارة الدفاع الروسية أنها رصدت انفجارًا نوويًا في كوريا الشمالية وأنها تحلل البيانات لتحديد النتيجة. سجلت الدائرة الجيوفيزيائية التابعة لأكاديمية العلوم الروسية انفجارًا نوويًا تحت الأرض أُجري في كوريا الشمالية في 25 مايو 2009. وكان وقت تسجيل هذا الانفجار 0:54 صباحًا بتوقيت غرينتش (4:54 صباحًا بتوقيت موسكو) بقوة 5.0.
شعرت محافظة يانبيان الصينية المتاخمة لكوريا الشمالية، بالهزات الأرضية، مما حتّم إجلاء الطلاب من بعض المدارس المحلية. يُعتقد أن الاختبار قد أُجري في مانتابسان بالقرب من بونغيري الكورية والتي كانت موقعًا للتجربة النووية السابقة في عام 2006.

## اختبارات الصواريخ
أجرت كوريا الشمالية في نفس اليوم أيضًا اختبارات صواريخ أرض- جو قصيرة المدى. أُبلغ في البداية عن إطلاق ثلاثة صواريخ، ولكن وزارة دفاع كوريا الجنوبية صححت العدد إلى اثنين في 27 مايو 2009. بلغ مدى الصاروخ الأول 130 كم (81 ميل). ونقلت وكالة الأنباء الكورية الجنوبية يونهاب عن مسؤولين عسكريين قولهم إن عمليات الإطلاق كانت تهدف على ما يبدو إلى إبقاء طائرات الاستطلاع الأمريكية واليابانية بعيدًا عن الموقع.
في 26 مايو 2009، ذكرت وكالة أنباء كوريا الجنوبية يونهاب، نقلًا عن مسؤولين، أن كوريا الشمالية أطلقت ثلاثة صواريخ أخرى قصيرة المدى من قاعدة على الساحل الشرقي، وصاروخ أرض- بحر، وصاروخ أرض- جو. جاءت هذه الخطوة عندما بدأ دبلوماسيون من الأمم المتحدة بالعمل على إصدار قرار لمعاقبة كوريا الشمالية على تجربتها النووية تحت الأرض.
بحلول 27 مايو 2009، أطلقت كوريا الشمالية ما لا يقل عن خمسة صواريخ قصيرة المدى. ونقلت وسائل إعلام رسمية عن متحدث عسكري قوله إن كوريا الشمالية لم تعد قادرة على ضمان سلامة الشحن البحري قبالة ساحلها الغربي، مشيرًا إلى إمكانية إطلاق صاروخ في هذا الاتجاه.
أُطلق صاروخ آخر قصير المدى قبالة الساحل الشرقي لكوريا الشمالية في 28 مايو 2009.
قال مسؤولون أمريكيون في 29 مايو 2009 إن صور الأقمار الصناعية كشفت عن نشاط للمركبات في موقعين في كوريا الشمالية مما يشير إلى أن جيش كوريا الشمالية قد يستعد لإطلاق صاروخ باليستي بعيد المدى. أكد وزير الدفاع روبرت إم. غيتس على ذلك في 1 يونيو 2009 حين قال في مؤتمر صحفي مع نظيره الفلبيني خلال زيارة قصيرة إلى مانيلا: «شهدنا على بعض المؤشرات التي تدل على احتمال تنفيذهم أمرًا ما بصاروخ آخر من نوع تيبودون -2، لكن في هذه المرحلة لم يتضح ما الذي يفعلونه». 
ذكرت وكالة أنباء يونهاب في 2 يونيو 2009 أن كوريا الشمالية كانت تجهز ثلاثة صواريخ متوسطة المدى (صواريخ رودونغ، وفقًا لبعض المحللين) في قاعدة صواريخ في منطقة أنبيون بمقاطعة كانجوان، شمال شرق العاصمة بيونغ يانغ. بالإضافة إلى ذلك، أشار متحدث باسم وزارة الدفاع الكورية الجنوبية إلى اكتشاف بعض المؤشرات التي تدل على استعداد كوريا الشمالية لإطلاق صاروخ باليستي عابر للقارات، مما يؤكد تقارير مسؤولي الدفاع الأمريكيين وبيان وزير الدفاع روبرت إم. غيتس الصادر في 1 يونيو. اتضح، وفقًا لوكالة يونهاب، أن كوريا الشمالية نقلت صواريخ باليستية عابرة للقارات إلى قاعدة جديدة في تونغ تشانغ- ري على طول الساحل الغربي، وقد تُطلَق في غضون أسبوع أو أسبوعين.